# Бальдини, Умберто
Умберто Балдини (итал. Umberto Baldini; 9 ноября 1921, Питильяно — 16 августа 2006, Масса) — итальянский историк искусств и реставратор, в первую очередь известный как создатель «флорентийской школы реставрации».

## Биография
Балдини учился у Марио Сальми, защитившись по истории искусств. В 1949 году он возглавил Кабинет реставрации. В качестве директора ему выпало отвечать за реставрацию древностей Флоренции после потопа 1966 года. В результате развёрнутой им работы была создана флорентийская школа реставрации, техника и методология которой заслужили мировую известность.
В 1970 году он стал первым директором школы реставрационной мастерской Opificio delle Pietre Dure. В 1983—1987 годах он был директором Центрального института реставрации в Риме, и здесь под его руководством была проведена реставрация важного памятника Возрождения, Капеллы Бранкаччи в церкви Санта-Мария-дель-Кармине.
Впоследствии он был президентом Международного университета искусств во Флоренции и директором Музея Горна, там же.

## Награды
- Медаль «За вклад в развитие культуры и искусства» (1995).